# Cantó de Saint-Geoire-en-Valdaine
El cantó de Saint-Geoire-en-Valdaine  és un cantó francès del departament de la Isèra, situat al districte de La Tour-du-Pin. Té 11 municipis i el cap és Saint-Geoire-en-Valdaine.

## Municipis
- La Bâtie-Divisin
- Charancieu
- Massieu
- Merlas
- Montferrat
- Paladru
- Saint-Bueil
- Saint-Geoire-en-Valdaine
- Saint-Sulpice-des-Rivoires
- Velanne
- Voissant

## Història
| Data d'elecció                           | Identitat    | Partit                                             | Qualitat |
| ---------------------------------------- | ------------ | -------------------------------------------------- | -------- |
| 1949-1992                                | André Chaize | SFIO, després Divers gauche, després Divers droite |          |
| 1992-                                    | André Gillet | UDF, després Divers droite                         |          |
| les dades anteriors no són pas conegudes |              |                                                    |          |
|                                          |              |                                                    |          |

| 1962  | 1968  | 1975  | 1982  | 1990  | 1999  | 2007  |
| ----- | ----- | ----- | ----- | ----- | ----- | ----- |
| 4.987 | 5.237 | 5.152 | 6.260 | 7.576 | 8.245 | 9.320 |